# Beembe jezik
Beembe jezik (bembe, kibeembe; ISO 639-3: beq), nigersko-kongoanski jezik porodice bantu, kojim govori 3 200 ljudi (2004) u regiji Bouenza, distrikt Mouyondzi. Naziva se i bembe ili kibeembe, ali se ne smije se brkati s poznatijim jezikom bembe [bmb] iz Demokratske Republike Kongo. 
Ima dva dijalekta keenge (kikeenge) i yari (kiyari). S još drugih devet jezika čini podskupinu kongo (H.10).

## Vanjske poveznice
- Ethnologue (14th)
- Ethnologue (15th)